# Bill Dickens
William Alan "Bill" Dickens, más conocido como Bill "The Buddha" Dickens (Chicago, 1958) es un virtuoso bajista estadounidense de funk y jazz fusión.

## Biografía
La madre de Bill Dickens asistía a conciertos de James Brown, Smokey Robinson and the Miracles, The Supremes y otros artistas de la Motown cuando aquel tenía solo seis meses. Con tan solo tres años, Bill "The Buddha" Dickens le dijo a su madre que quería tocar "el instrumento que hace boom-boom", a lo que ésta respondió comprándole una batería y poco después un bajo eléctrico. Inspirado por bajistas como James Jamerson, Tim Bogert, Chris Squire, Michael Henderson, Louis Johnson, Verdine White, Jaco Pastorius, Jeff Berlin, Aaron Mills, Chuck Rainey o Monk Montgomery y por músicos como Gene Harris, Freddie Hubbard, Ramsey Lewis y Henry Johnson, el joven músico comenzó pronto a interesarse por el jazz.
Con 13 años Dickens comenzó su carrera, inspirado por la música de Miles Davis, participando en distintas agrupaciones de gospel, y tras una rápida escalada profesional, fue contratado por Ramsey Lewis para su banda. Con Lewis, Dickens grabaría cuatro álbumes, y sería con él que registraría su primer solo de bajo, en una pieza arreglada para gran orquesta. Dickens permaneció con Lewis nueve años, y en 1990 abandona su grupo y el bajo eléctrico para dedicarse a tareas de producción. Fue en este período que conoció a Victor Wooten, quien había visto a Buddha ejecutando un solo en una actuación de Ramsey Lewis para el famoso programa de Arsenio Hall (a Hall le había gustado tanto la interpretación de Dickens que repitió el show hasta ocho veces) y que acabó convenciendo a Dickens para que volviese a su labor como instrumentista.
A raíz de ello, y de la aparición del músico en distintas ediciones de la NAMM (la más importante de las ferias musicales estaadounidenses), Bill The Buddha Dickens retoma su labor como músico profesional y como pedagogo, convirtiéndose en un soliciado músico de sesión, editando diferentes métodos didácticos para el instrumento y apareciendo en incontables ferias musicales en las que el bajista hace gala de su asombrosa técnica y donde resulta siempre una de las principales atracciones
.

## Estilo y valoración
Conocido sobre todo por su increíble velocidad y sus extraordinarias habilidades técnicas, casi acrobáticas, con el instrumento, 
Bill Dickens es considerado por algunos aficionados como un bajista legendario y una figura de culto. Su impecable técnica sobre el bajo de siete o nueve cuerdas y su trabajo pionero en técnicas como el slap percusivo, el popping, o el tapping le sitúan como un claro predecesor de algunos de los bajistas más técnicos de la escena, como Victor Wooten, quien, refiriéndose al músico, afirma:

"Bill es, simplemente increíble. Llevó el bajo de 6 cuerdas a estilos muy diferentes, era capaz de ejecutar solos sobre las más complejas progresiones armónicas, podía mezclar el funk con el jazz y un toque de blues de una forma absolutamente creativa[...] Su velocidad era apabullante, y en ocasiones, usaba todos sus dedos para producir los más hermosos sonidos [...] Decir de él que es un maestro del jazz es decir demasiado poco [...] Creo que aún no tiene el reconocimiento que se merece"

## Colaboraciones
Con una importante carrera como músico de sesión, arreglista y productor, el bajo de Bill puede oírse en numerosas grabaciones de artistas tan diferentes como Chaka Kahn, George Michael, Mary J. Blige, Pat Metheny, Aretha Franklin, Ramsey Lewis, Al Dimeola, Angela Bofil, Barry Manilow, Bernard Purdie, Bootsy Collins, Chuck Mangione, Corkey Siegel, Dave Valentin, Dennis Chambers, Freddie Hubbard, Grover Washington Jr., Jean Carn, Jeff Berlin, Joe Zawinnul, John Patitucci, Larry Coryell, Maurice White, Stanley Turrentine, Steve Morse, Stevie Wonder, Arrested Development, Ten City, Narada Michael Walden, The Hooters, TM Stevens, Victor Wooten, Walt Whitman & the Soul Children o Janet Jackson, entre otros.

## Equipo
Bill Dickens usa instrumentos Conklin de siete y nueve cuerdas y pantallas Accugroove.

## Libros
- Bass Beyond Limits: Advanced Solo and Groove Concepts, Alfred Publishing Co., Inc., 1998, ISBN 076926493X
- Funk Bass and Beyond, Alfred Publishing Co., Inc., 2003, ISBN 0757916899

## Vídeos
- The Bill Dickens Collection (DVD), Warner Bros. Publications, 2003
- The Buddha: Bill Dickens - 1999. #1 "Funk Bass & Beyond" - #2 "Bass Beyond Limits". Warner Bros Records
- Bass Player Magazine - 1997. "When the Bass Players Took Over the World".
- The Buddha: Bill Dickens - 1998. "Untold Secrets of Bill Dickens" Videos Part 1 and 2. Music Video Productions